# ویرجین کر
ویرجین کر (انگلیسی: Virgin Care) شرکت مراقبت سلامت بریتانیایی است، که در سال ۲۰۱۰ تأسیس شد.